# Buxton-Gletscher
Der Buxton-Gletscher ist ein Gletscher an der Nordküste Südgeorgiens. Er fließt zwischen dem Heaney- und dem Cook-Gletscher in nordöstlicher Richtung zur Saint Andrews Bay.
Das UK Antarctic Place-Names Committee benannte ihn 1987 nach der Familie Buxton. Aubrey Buxton, Baron Buxton of Alsa (1918–2009) und dessen Ehefrau Pamela (1922–1983) besuchten Südgeorgien im März 1982 an Bord der Endurance. Deren gemeinsame Tochter Lucinda „Cindy“ Catherine Buxton (* 1950) leitete zwischen Februar und April 1982 eine Tierfilmexpedition im Gebiet dieses Gletschers.